# Donnchadh Ó Briain
Donnchadh Ó Briain (* 17. November 1897 in Knockaderry, Limerick, County Limerick; † 22. September 1981 ebenda) war ein irischer Politiker der Fianna Fáil (FF), der zwischen 1933 und 1969 Mitglied des Dáil Éireann war, des Unterhauses des Parlaments (Oireachtas) der Republik Irland. Er bekleidete zudem Posten als Parlamentarischer Sekretär in verschiedenen Regierungen.

## Leben
Donnchadh Ó Briain, eines von drei Kinder des Molkereidirektors David O’Brien und dessen Ehefrau Kathleen O’Brien, konnte nach dem Besuch der Ahalin National School sowie des Redemptorist College at Mount St Alphonsus aufgrund seines gesundheitlichen Zustandes ein Studium beginnen. Nach der Schule arbeitete er daher einige Jahre in der Molkerei seines Vaters und engagierte sich bis 1917 als Mitglied der Sinn Féin und später der West Limerick Brigade der Irish Republican Army IRA (Irish Republican Army / Óglaigh na hÉireann) in der Unabhängigkeitsbewegung. Er war an den republikanischen Gerichten in Limerick beteiligt und nahm im Irischen Unabhängigkeitskrieg (Januar 1919 bis Juli 1921) für die Gegner des Anglo-Irischen Vertrages teil. Er engagierte sich in der Gälischen Liga (Conradh na Gaeilge), der er auch 1917 beitrat, nachdem er von Pater Tomás de Bhál beeinflusst worden war. 1920 wurde Ó Briain zum Organisator der Gaelic League für das County Limerick ernannt. 1925 übernahm er die Rolle als Organisator für die gesamte Provinz Munster und gründete zahlreiche Zweigstellen der Liga. 1926 trat er als Mitglied der Fianna Fáil (FF) bei. Er fungierte von 1928 bis 1932 als Generalsekretär der Gaelic League und gab zeitweise auch der Zeitschrift Fáinne an Lae („Ring des Tages“) heraus. 
Ó Briain kandidierte für die Fianna Fáil im Wahlkreis Limerick bei den 24. Januar 1933 erstmals für ein Mandat im Dáil Éireann, des Unterhauses des Parlaments (Oireachtas) der Republik Irland, und wurde mit 7383 Stimmen (11,2 Prozent) zum Abgeordneten (Teachta Dála) gewählt. Er gehörte dem Dáil Éireann als Vertreter des Wahlkreises Limerick nach seinen Wiederwahlen am 1. Juli 1937 und 17. Juni 1938, Wahlen am 23. Juni 1943, 30. Mai 1944 bis zum 4. Februar 1948 an. Bei den Wahlen am 4. Februar 1948 wurde er mit 6101 Stimmen (22,2 Prozent) im Wahlkreis Limerick West wieder zum Mitglied des Dáil Éireann gewählt und vertrat diesen Wahlkreis nach seinen Wiederwahlen am 14. Mai 1951, 15. Dezember 1954, 5. März 1957, 4. Oktober 1961 sowie am 7. April 1965 bis zum 18. Juni 1969.
Am 13. Juni 1951 übernahm Ó Briain erstmals ein Regierungsamt und fungierte bis zum 2. Juni 1954 in der zehnten Regierung De Valera als Parlamentarischer Sekretär beim Premierminister (Taoiseach) Éamon de Valera sowie zugleich als Parlamentarischer Sekretär beim Verteidigungsminister. Daneben war er zwischen dem 13. Juni 1951 und dem 2. Juni 1954 auch Parlamentarischer Geschäftsführer der Regierungsfraktion (Government Chief Whip). In der elften Regierung De Valera fungierte er zwischen dem 20. März 1957 und dem 24. Juni 1959 abermals als Parlamentarischer Sekretär beim Taoiseach und beim Verteidigungsminister. Nachdem Seán Lemass am 23. Juni 1959 als Nachfolger von Éamon de Valera neuer Premierminister wurde, bekleidete Ó Briain vom 24. Juni 1959 bis zum 11. Oktober 1961 auch in der ersten Regierung Lemass die Ämter als Parlamentarischer Sekretär beim Taoiseach und beim Verteidigungsminister. In der Zeit vom  20. März 1957 bis zum 11. Oktober 1961 fungierte er wieder als Government Chief Whip.
Er war seit 1940 mit Eileen Liston verheiratet.

## Hintergrundliteratur
- Donnchadh Ó Briain. Requests and representations: an unsung life of fidelity to Fianna Fáil, 1994